# 中山トンネル (福井県)
座標: 北緯35度51分17.8秒 東経136度4分29.8秒 / 北緯35.854944度 東経136.074944度

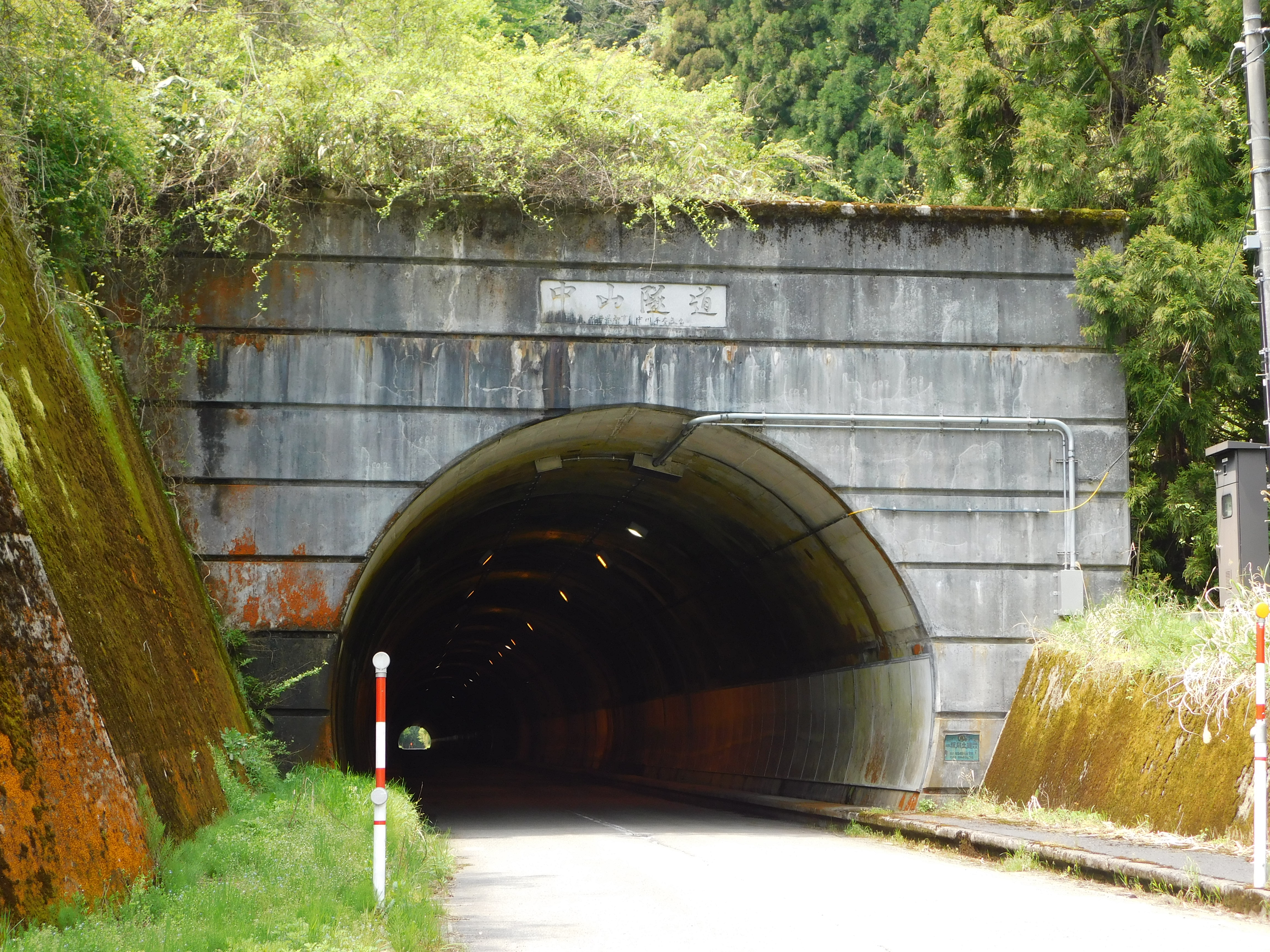
中山トンネル（越前市湯谷側入口）

中山トンネル（なかやまトンネル）は、福井県越前市に在るトンネルである。

## 概要
福井県道206号甲楽城勝連花線上に位置する中山峠のトンネルである。竣工は1968年、延長524.0m、幅員7.5mであり、片側1車線を有しトンネル内に歩道が整備されている。かつてこの鞍部に峠は存在していなかったが、この中山トンネルの開通に伴い古くからあった梨子峠が移動され、トンネル自体を中山峠として改名されたという歴史がある。全国的に珍しい峠が移動改名されることになった原因を作ったトンネルである。

## 道路状況
上記した通り、片側1車線の十分な道幅を有しており、照明も多い圧迫感の少ないトンネルである。しかし越前市内側はすぐに集落があり比較的開けているが、南越前町側はトンネルから出た直後に道幅が狭窄し、1.4車線程度になるためトンネルを利用する人の姿はまばらである。

## 所在地
- 福井県越前市中山町―同市湯谷町